# Steve Nash
Stephen John „Steve“ Nash, OC, OBC (* 7. Februar 1974 in Johannesburg, Südafrika) ist ein ehemaliger kanadischer Basketballspieler und heutiger -trainer.
Von 1996 bis 2015 war Nash als Spieler in der NBA aktiv, die meiste Zeit davon bei den Phoenix Suns, von denen er 1996 gedraftet wurde. Zusätzlich war er sechs Spielzeiten für die Dallas Mavericks und kürzere Zeit für die Los Angeles Lakers aktiv.
Nash ist 1,91 Meter groß und spielte auf der Position des Point Guards. Er wird häufig zu den besten Spielern aller Zeiten auf seiner Position gezählt. Er zählt zu den besten Assistgebern der NBA-Geschichte. In den Jahren 2005 und 2006 gewann er jeweils die Auszeichnung des wertvollsten NBA-Spielers (MVP). Nash gewann zwar nie einen NBA-Titel, führte seine Teams aber viermal in die Conference Finals (2003, 2005, 2006 und 2010). Im März 2018 wurde Nashs Aufnahme in die Naismith Memorial Basketball Hall of Fame bekanntgegeben.

## Karriere

### Highschool
Steve Nash wurde als Sohn britischer Eltern in Johannesburg geboren. Sein Vater John war als Fußballprofi aktiv und stammt aus England, seine Mutter Jean ist Waliserin. Als Steve ein Jahr alt war, zog die Familie von Südafrika nach Kanada, wo Nash in Victoria, British Columbia, aufwuchs. Er besuchte zuerst die Mount Douglas Secondary School im benachbarten Saanich, aber als seine Noten schlechter wurden, entschieden sich seine Eltern, ihn auf eine Internatsschule, die St. Michaels University School in Victoria, zu schicken. Auf dem Internat entdeckte Nash seine Leidenschaft für Basketball, Fußball und Rugby. In seinem dritten Jahr auf der Schule erzielte er für die Basketballmannschaft der Schule durchschnittlich 21,3 Punkte, 11,2 Assists und 9,1 Rebounds pro Spiel. 1991/92 führte er sein Team zur British-Columbia-AAA-Provincial-Meisterschaft und wurde zum Player of the Year der Provinz British Columbia gewählt.

### College
Nachdem die Bemühungen seines High-School-Coaches, Ian Hyde-Lay, Nash den Sprung auf eine US-amerikanische Universität zu ermöglichen, zunächst erfolglos blieben, wurde die kalifornische Santa Clara University auf Nash aufmerksam. Der Trainer der Universität, Dick Davey, sagte einmal: „Ich war nervös, weil ich Angst hatte, dass sonst noch jemand Nashs Talent entdecken könnte. Es braucht keinen Nobelpreis, um zu erkennen, wie gut er ist. Ich musste bloß hoffen, dass keine der großen Schulen ihn haben will.“ („I was nervous as hell just hoping that no one else would see him. It didn’t take a Nobel Prize winner to figure out this guy’s pretty good. It was just a case of hoping that none of the big names came around.“) Davey sagte Nash aber auch, dass er einer der schlechtesten Verteidiger wäre, die er je gesehen hatte.
In Santa Clara bekam Nash ein Stipendium für die Saison 1992/93. Die Santa Clara Broncos hatten es seit fünf Jahren nicht mehr in das NCAA-Basketball-Turnier geschafft, was sich aber mit Nashs Ankunft schlagartig ändern sollte. Er führte die Broncos in seinem Freshman-Jahr bereits zum West-Coast-Conference-Titel und einem Überraschungssieg gegen den haushohen Favoriten Arizona in der ersten Runde der NCAA Division I Basketball Championship. Der junge Nash bewies seine Nervenstärke, als er in den letzten 30 Sekunden des Spiels sechs entscheidende Freiwürfe verwandelte. Obwohl sich Santa Clara in der nächsten Runde geschlagen geben musste, wurde die Saison als großer Erfolg verbucht. Zwei Jahre später errangen die Broncos erneut den WCC-Titel, und Nash wurde zum Conference Player of the Year ernannt.
Nash zog in Erwägung, sich bereits 1995 zum NBA-Draft anzumelden, doch als er erfuhr, dass er vermutlich kein Erstrunden-Pick werden dürfte, entschied er sich dagegen und blieb ein weiteres Jahr am College. In der Saison 1995/96 erregte er viel Aufmerksamkeit in den nationalen Medien der USA und bei professionellen NBA-Scouts. Man merkte sofort, dass er im Sommer zuvor viel dazugelernt hatte, da er mit etablierten NBA-Spielern wie Jason Kidd und Gary Payton trainiert hatte. Santa Clara holte erneut den WCC-Titel, und im zweiten Jahr in Folge wurde Nash zum Conference Player of the Year gekürt. Nash beendete seine College-Karriere an der Santa Clara University als der Spieler mit den meisten Assists, den meisten verwandelten Dreipunktewürfen und der besten Freiwurfquote in der Geschichte der Universität. Seit September 2006 wird Nashs College-Trikotnummer 11 bei den Santa Clara Broncos nicht mehr vergeben.

### Phoenix Suns (1996–1998)
Nachdem er seinen Abschluss in Soziologie erworben hatte, entschied sich Nash dafür, sein Glück im NBA-Draft 1996 zu versuchen. Die Phoenix Suns wählten ihn mit dem 15. Pick in der ersten Runde aus. Die beim Draft anwesenden Fans der Suns buhten bei der Entscheidung, da Nash ein relativ unbekannter Spieler war. In seinem ersten Jahr spielte Nash nur 10,5 Minuten pro Spiel, doch seine Spielzeit wurde im zweiten Jahr erhöht, was nicht zuletzt mit seiner Treffgenauigkeit von hinter der Dreierlinie zusammenhing. Da er jedoch in beiden Jahren im Schatten von Spielern wie Sam Cassell, Kevin Johnson und später auch Jason Kidd stand, blieb ihm nichts als eine Reserverolle über.
Nash sollte nicht lange in Phoenix bleiben. Während seiner Zeit auf der Santa Clara University lernte er den Assistenzcoach der Dallas Mavericks, Donnie Nelson, kennen, der zu Nashs Universitätszeit noch für die Golden State Warriors arbeitete. Nachdem Donnie Nelson seinen Posten in Dallas bekommen hatte, konnte er seinen Vater, Don Nelson, den damaligen General Manager und Coach der Mavericks, davon überzeugen, Nash zu holen, der bis dahin in Phoenix nicht ausreichend zum Zug kam. Direkt nach dem NBA-Draft 1998 wurde Nash von den Suns für Martin Müürsepp, Bubba Wells, die Draftrechte an Pat Garrity und einen Erstrundenpick (der später Shawn Marion werden würde) an die Mavericks abgegeben.

### Dallas Mavericks (1998–2004)
Erst in Dallas wuchs Nash zu einem hervorragenden Point Guard heran, der dann für ein Jahrzehnt einer der besten Spieler auf dieser Position war. In seiner ersten Saison bei den Mavericks, der wegen des Lockouts verkürzten Saison 1998/99, spielte er in all seinen 40 Spielen von Beginn an und erzielte 7,9 Punkte, 5,5 Assists und 2,9 Rebounds pro Spiel. Die Mavericks schafften es mit nur 19 Siegen in insgesamt 50 Spielen nicht in die Playoffs, doch in der folgenden Saison ging es für das Team bergauf. Obwohl Nash 25 Spiele wegen einer Knöchelverletzung aussetzen musste, konnte er die Saison mit sechs Double-Doubles beenden und seinen Schnitt auf 8,6 Punkte pro Spiel heben. Ebenfalls gut für das Team war die positive Entwicklung von Dirk Nowitzki, ein starkes Jahr von Michael Finley und dass der neue Besitzer des Teams, Milliardär Mark Cuban, sehr viel Zeit und Geld in das Team steckte.
All dies machte sich in der Saison 2000/01 bemerkbar, als Nash mit 15,6 Punkten und 7,3 Assists pro Spiel seinen Durchbruch in der NBA hatte. Nowitzki und Finley sowie die Neuverpflichtung Juwan Howard hatten ebenfalls starke Jahre, und zum ersten Mal seit mehr als einem Jahrzehnt schafften es die Mavericks in die NBA-Playoffs. In der zweiten Runde verlor das Team nach fünf Spielen gegen die benachbarten San Antonio Spurs, doch dieses Jahr war der Beginn für Größeres. In der folgenden Saison konnte Nash sich ein weiteres Mal steigern: 17,9 Punkte und 7,7 Assists pro Spiel. Diese Statistiken brachten ihm neben der Teilnahme im NBA All-Star Game auch die Wahl in das All-NBA Third Team ein. In den Playoffs musste man sich jedoch erneut in der zweiten Runde nach fünf Spielen geschlagen geben.
Mit einer statistisch fast identischen Leistung beendete Nash die Saison 2002/03 und wurde erneut in das NBA All-Star Game und in das All-NBA 3rd Team gewählt. Diesmal schafften es die Mavericks bis in die Western Conference Finals, mussten sich dort aber nach sechs Spielen dem späteren Meister aus San Antonio geschlagen geben. In der folgenden Saison stand dank den Verpflichtungen von Antoine Walker und Antawn Jamison ein offensiv stärkeres Mavericks-Team auf dem Feld. Dies wirkte sich allerdings in den Playoffs nicht aus, und die Mavericks mussten sich den Sacramento Kings nach fünf Spielen geschlagen geben.
Nach dieser Saison wurde Steve Nash ein Free Agent. Er versuchte einen neuen Vertrag mit den Mavericks auszuhandeln, die bereits Nowitzki, Walker, Finley und Jamison für dieses Jahr für insgesamt 50 Millionen US-Dollar unter Vertrag hatten. Mark Cuban, der das Team um den jüngeren Nowitzki aufbauen und kein großes Risiko mit dem bereits 30-jährigen Nash eingehen wollte, bot Nash einen 4-Jahres-Vertrag über 9 Millionen Dollar jährlich an. Die Phoenix Suns machten Nash ebenfalls ein Angebot: Sechs Jahre für insgesamt 65 Millionen Dollar. Nash wollte die Mavericks nicht verlassen und gab Cuban die Chance, das Angebot der Suns zu überbieten, doch Cuban wollte ihm keinen so langen Vertrag über diese Summe geben, und so entschied sich Nash für Phoenix.

### Phoenix Suns (2004–2012)

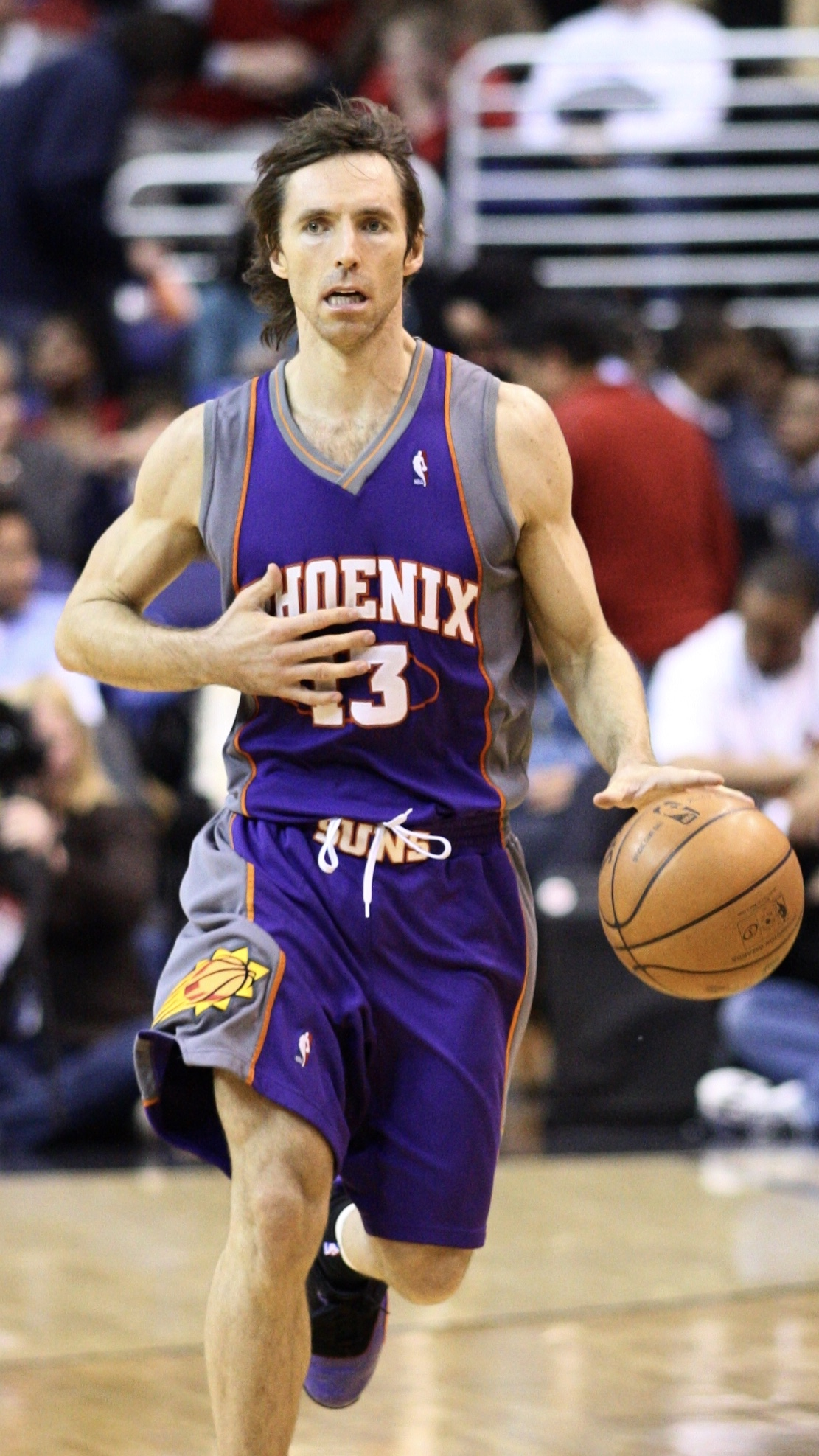
Nash im Dress von Phoenix

Im Jahr, bevor Nash zu den Suns kam, konnte das Team nur 29 von 82 Spielen gewinnen, doch es bestand aus talentierten, jungen Spielern wie Amar'e Stoudemire, Joe Johnson und Shawn Marion. Head Coach Mike D’Antoni bevorzugte ein äußerst schnelles Spieltempo, das mehr auf kleineren, aber schnelleren Spielern aufgebaut war, die ihre Gegner in Grund und Boden laufen und schnell punkten sollten. Nashs Vertrautheit mit diesem Spielstil und die überragende Athletik seiner Mitspieler führten zu 60 Siegen in 82 Spielen in seiner ersten Saison bei den Phoenix Suns. Ihre 110,4 Punkte pro Spiel waren der höchste Team-Punkteschnitt in über zehn Jahren. Nash verteilte in dieser Saison 11,5 Assists pro Spiel, während er 50,2 Prozent aus dem Feld und 43,1 Prozent von hinter der Dreierlinie traf. Er wurde in dieser Saison, 2004/05, mit dem Most Valuable Player Award der NBA ausgezeichnet und war damit der erste Kanadier und erst der dritte Point Guard, dem diese Ehre zuteilwurde. In den ersten Playoffs für die Suns seit 1993 setzten sie sich in vier Spielen gegen die Memphis Grizzlies durch, bevor sie in der zweiten Runde auf Nashs altes Team, die Dallas Mavericks, trafen. Nach sechs Spielen konnten die Suns auch diese Serie gewinnen, doch in den Western Conference Finals verloren sie in fünf Spielen gegen die San Antonio Spurs, die sich in weiterer Folge die NBA-Meisterschaft sicherten.
In der folgenden Saison, 2005/06, erlitt Stoudemire eine ernsthafte Knieverletzung, und Johnson sowie Quentin Richardson wurden in Trades abgegeben. Trotz alledem konnten die Suns 54 Spiele gewinnen und sich den Divisionsieg sichern. Nash stellte Karrierebestleistungen in Punkten und Rebounds pro Spiel auf und wurde erstmals als Starter in das NBA All-Star Game gewählt. Seine Trefferquote aus dem Feld und von der Freiwurflinie waren ebenfalls besser denn je, und er führte die Liga mit 10,5 Assists pro Spiel an. All dies verhalf ihm zu seiner zweiten MVP-Auszeichnung in Folge. In der ersten Runde der Playoffs fielen die Suns zuerst 3:1 gegen die Los Angeles Lakers zurück, schafften es jedoch, die Serie zu drehen und nach sieben Spielen für sich zu entscheiden. In weiteren sieben Spielen konnten sie sich gegen die Los Angeles Clippers durchsetzen. In den Western Conference Finals standen sie den Mavericks gegenüber, doch dieses Jahr konnten die Suns nicht den Sieg davontragen.
In der Saison 2006/07 wurde Nash zum ersten Spieler seit Magic Johnson, der einen Schnitt von über 18 Punkten und 11 Assists pro Spiel über eine ganze Saison hinweg halten konnte. Er schaffte es jedoch nicht, zum dritten Mal in Folge zum MVP gewählt zu werden – der Award ging in dieser Saison an Nashs guten Freund Dirk Nowitzki. In den Playoffs besiegten die Suns die Lakers nach nur fünf Spielen, doch bereits in der zweiten Runde war nach sechs Spielen gegen die Spurs Schluss. In der folgenden Saison führte Nash sein Team zu 55 Siegen in 82 Spielen und wurde zum sechsten Mal in seiner Karriere zum All-Star Game geladen. Die Suns verpflichteten Shaquille O’Neal in einem Tausch für Shawn Marion, wurden aber dennoch bereits in der ersten Runde der Playoffs von den Spurs eliminiert. Noch vor der Saison 2008/09 wurde Coach D’Antoni durch Terry Porter ersetzt, der einen defensiveren Spielstil favorisierte. Die Suns hatten Probleme, den Plan des neuen Coaches umzusetzen, und als sie nach 51 Spielen bloß 28 Siege verbuchen konnten, musste Porter das Team wieder verlassen. Alvin Gentry, der mit seinem offensiven Stil mehr zu den Suns passte, übernahm das Ruder, aber es war zu spät, um es noch in die Playoffs zu schaffen.

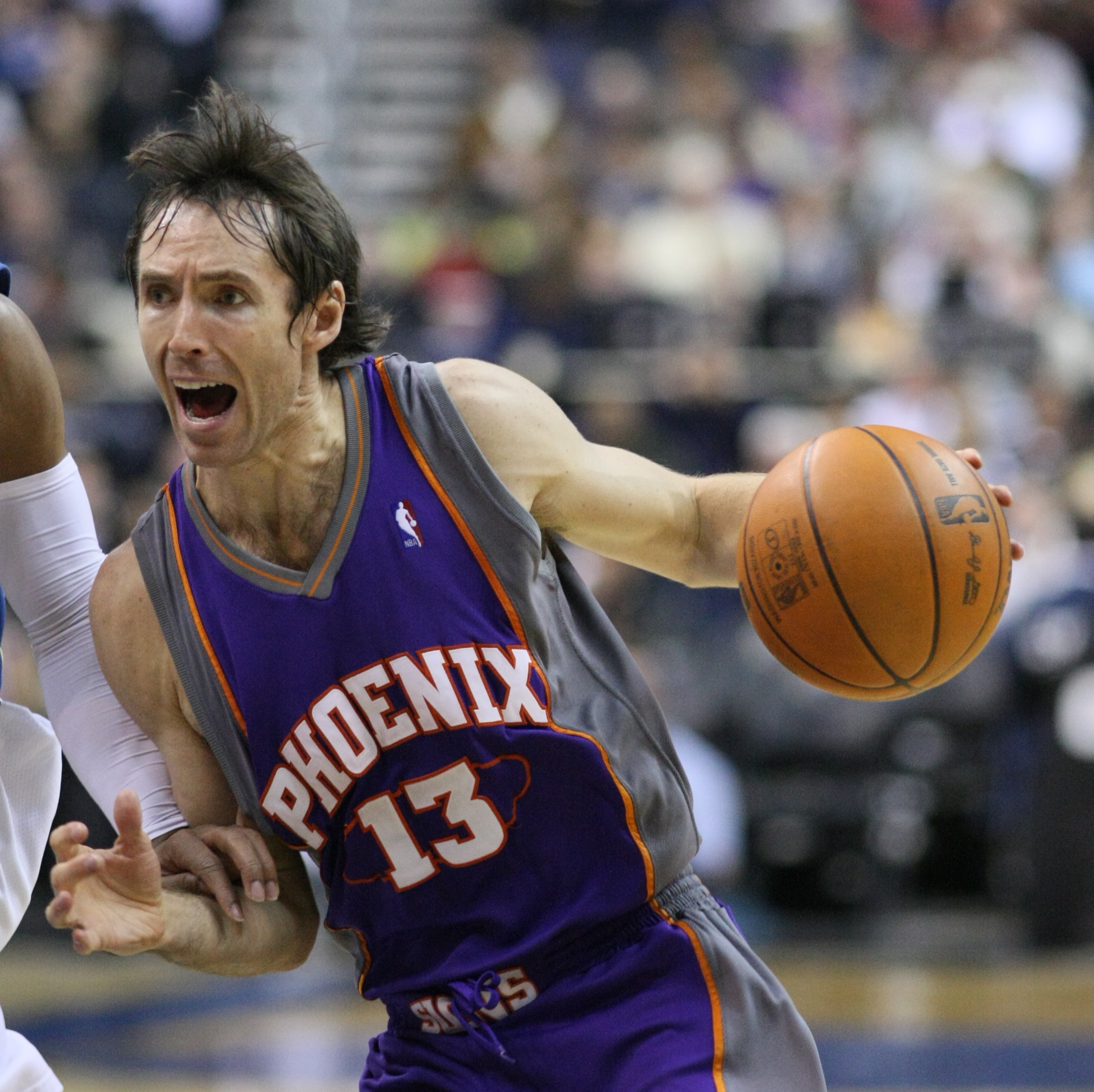
Steve Nash (2009)

Die NBA-Saison 2009/10 begann mit acht Siegen in den ersten neun Spielen, in denen Nash zwei Mal 20 Assists für sich verbuchen konnte. Nash wurde als Point Guard in die Startaufstellung des NBA All-Star Games 2010 gewählt. Mit 54 Siegen schafften die Suns es wieder zurück in die Playoffs. Dank guter Leistungen von Jason Richardson und Grant Hill konnten sie sich gegen die Portland Trail Blazers nach sechs Spielen durchsetzen und die Spurs in der zweiten Runde in vier Spielen aus dem Turnier werfen. In den Western Conference Finals mussten sie sich jedoch in sechs Spielen den Lakers geschlagen geben.
Noch vor der NBA-Saison 2010/11 gab es eine große Veränderung bei den Suns: Stoudemire verließ die Suns und unterzeichnete einen Vertrag bei den New York Knicks. Die Suns holten sich Hedo Türkoğlu, Hakim Warrick und Josh Childress. Kurz nach Saisonbeginn tauschten die Suns Turkoglu, Richardson und Earl Clark für Vince Carter, Marcin Gortat und Mickaël Piétrus an die Orlando Magic.

### Los Angeles Lakers (2012–2015)

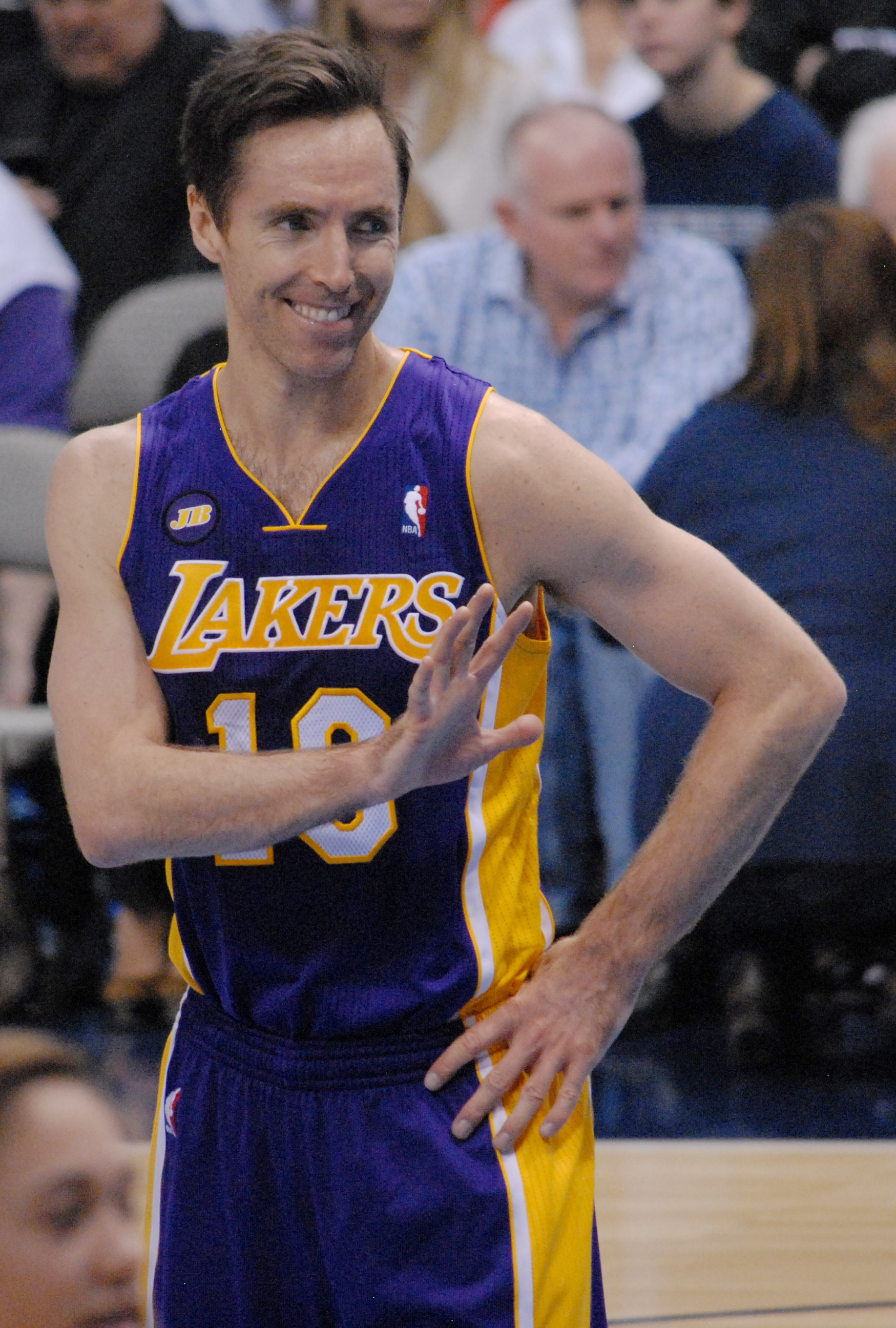
Zum Ende seiner Karriere war Nash drei Jahre für die L.A. Lakers aktiv

Nach der Saison 2011/12 wechselte Nash per Sign-and-Trade zu den Los Angeles Lakers. Im Austausch bekamen die Suns insgesamt vier Draftpicks. Der neue Vertrag hatte eine Laufzeit von drei Jahren, war mit 27 Millionen Dollar dotiert und in voller Höhe garantiert. Dieser Trade war möglich, da die Lakers durch den Lamar-Odom-Trade eine Trade-Exception erhalten hatten (siehe Salary Cap in der NBA). Nash hatte nun die Rückennummer 10, da seine bisherige Nummer 13 von den Lakers nicht mehr vergeben wird.
Am 8. Januar 2013, während des Spiels gegen die Houston Rockets, erreichte er mit dem zehntausendsten Assist einen Meilenstein in seiner Karriere und ist nun einer von fünf Spielern in der NBA, denen dies bisher gelungen ist. Die erste Saison an der Seite von Kobe Bryant verlief jedoch nicht wie erwartet. Trotz der Neuverpflichtungen Dwight Howard und Metta World Peace qualifizierte man sich nur als Siebter der Western Conference für die Playoffs und wurde direkt von den San Antonio Spurs in der ersten Playoffrunde mit 0:4 besiegt. Das zweite Jahr plagten Nash Probleme der Nerven am Bein, so dass er einen Großteil der Saison 2013/14 aussetzte und nur 15 Spiele absolvierte. Für die Lakers war es die schlechteste Saison seit Jahren, und man qualifizierte sich nicht für die Playoffs.
Während der Vorbereitung zur Saison 2014/15 erlitt Nash eine Rückenverletzung beim Tragen von Taschen. Damit war die Saison, die für Nash die letzte werden sollte, für ihn vorzeitig beendet. Am 21. März 2015 gab Nash im Alter von 41 Jahren seinen Rücktritt vom Profi-Basketball bekannt. Er beendete seine Karriere als drittbester Passgeber (hinter John Stockton und Jason Kidd) mit 10.335 Assists sowie als sicherster Freiwurfschütze der NBA-Geschichte mit 90,4 %.

## Internationale Karriere
Nash spielte seit 1993 für die kanadische Basketballnationalmannschaft. Er führte Kanada bei den Olympischen Spielen 2000 bis ins Viertelfinale, wo man gegen Frankreich ausschied. Die Qualifikation für die Olympischen Spiele 2004 wurden knapp verpasst, und Nash gab daraufhin seinen Rücktritt aus der Nationalmannschaft bekannt. Seit 2012 ist er Manager der kanadischen Mannschaft. Er stellte unter anderem Jay Triano als neuen Cheftrainer ein.

## Nach dem Karriereende
Am 25. September 2015 wurde offiziell verkündet, dass Nash von den Golden State Warriors als player development consultant angestellt wurde. In dieser Rolle soll er aktiv an Trainings der Mannschaft teilnehmen.
Ferner gehört Nash der Investorengruppe Liga ACQ Legacy Partners LLC an. Sie erwarb beispielsweise 2016 80 Prozent der Anteile am spanischen Fußballverein RCD Mallorca.
Im September 2018 wurde Steve Nash in die Naismith Memorial Basketball Hall of Fame aufgenommen.

## Trainerkarriere
Die Brooklyn Nets gaben im September 2020 bekannt, dass Nash neuer Head Coach der Nets wird. Nash unterzeichnet einen Vierjahresvertrag bei den Nets.

## Auszeichnungen und Erfolge
- NBA

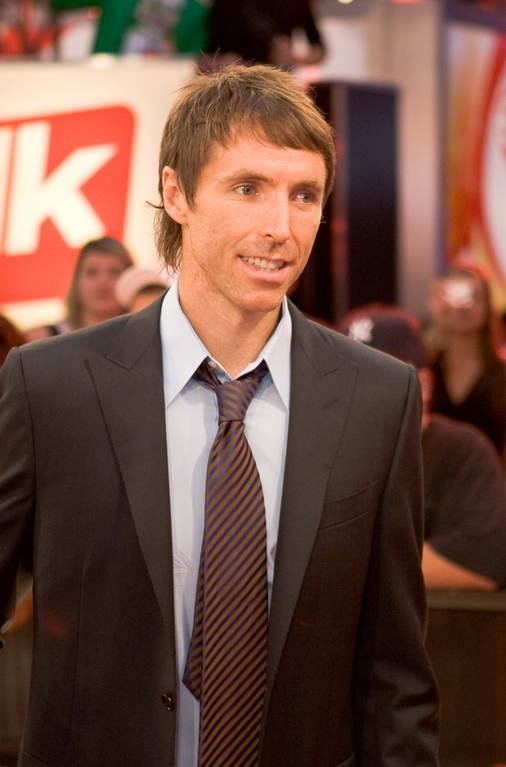
Steve Nash (2008)

  - 2× NBA Most Valuable Player: 2005, 2006
  - 8× NBA All-Star: 2002–2003, 2005–2008, 2010, 2012
  - 7× All-NBA Team:
    - 1st Team: 2005–2007
    - 2nd Team: 2008, 2010
    - 3rd Team: 2002–2003

  - 5× bester Passgeber (meiste Assists) der Saison: 2005–2007, 2010–2011
  - 2× NBA Skills Challenge Champion: 2005, 2010
- NBA 75th Anniversary Team

- Nationalmannschaft
  - MVP der Basketball-Amerikameisterschaft: 2003

- Sonstige
  - J. Walter Kennedy Citizenship Award: 2007
  - Lou Marsh Trophy: 2005

## Sonstiges
- Nash und seine Ex-Frau Alejandra Amarilla haben zusammen drei Kinder: Zwillinge (* 14. Oktober 2004) und einen Sohn (* 12. November 2010).
- Im Pop-Song „Promiscuous“ der Sängerin Nelly Furtado wird er als „MVP“ erwähnt.
- Nash ist ein hervorragender Fußballspieler, was er schon gelegentlich (in Form von Jonglier-Einlagen) am Rande von NBA Partien zeigte. Zudem trainierte er schon mit den Profis von New York Red Bulls. Dort war man begeistert von Nash und attestierte ihm das Zeug zum Profi-Fußballer. Sein Vater war Fußballprofi in Südafrika, sein jüngerer Bruder Martin (* 1975) bestritt 38 Länderspiele für Kanada.[34]
- In Folge 6 der sechsten Staffel der Fernsehserie Entourage hatte Steve Nash einen Gastauftritt, bei dem er sich selbst spielte.
- Bei der Eröffnungsfeier der Olympischen Winterspiele 2010 von Vancouver gehörte Nash gemeinsam mit Nancy Greene, Wayne Gretzky und Catriona LeMay-Doan zu den Schlussläufern des olympischen Fackellaufs und entzündete das olympische Feuer im BC Place Stadium gemeinsam mit Greene und Gretzky.
- Er ist der NBA-Spieler mit der höchsten Karriere-Freiwurftrefferquote von 90,4 %, auf Platz 3 der NBA-Spieler mit den meisten Assists in ihrer Karriere (10.335) und auf Platz 18 der Spieler mit den meisten verwandelten Dreipunktewürfen (1.685).[35]
- Im Jahr 2007 wurde Nash mit dem J. Walter Kennedy Citizenship Award der NBA für soziales Engagement ausgezeichnet.
- 2016 wurde Nash als Offizier in den Order of Canada aufgenommen.[36]